# Архиепархия Сиена-Колле-ди-Валь-д’Эльса-Монтальчино
Архиепархия Сиена-Колле ди Валь д’Эльса-Монтальчино (лат. Archidioecesis Senensis-Collensis-Ilcinensis, итал. Arcidiocesi di Siena-Colle di Val d'Elsa-Montalcino) архиепархия-митрополия Римско-католической церкви, входящая в церковную область Тоскана. В настоящее время епархией управляет кардинал Аугусто Паоло Лоюдиче. Почётные архиепископы — Гаэтано Боничелли и Антонио Буонкристиани.
Клир епархии включает 150 священников (108 епархиального и 42 монашествующих священников), 9 диаконов, 48 монахов, 278 монахинь.
Адрес епархии: Piazza Duomo 6, 53100 Siena.

## Территория
В юрисдикцию епархии входят 178 приходов в 22 коммуннах Тосканы — частью в провинции Сиена, частью в провинции Гроссето: Арчидоссо, Ашано, Буонконвенто, Кастель-дель-Пьяно, Кастеллина-ин-Кьянти, Кастельнуово-Берарденга, Кастильоне-д’Орча, Чиниджано, Чивителла-Паганико, Кьюздино, Колле-ди-Валь-д’Эльса, Монтальчино, Монтериджони, Монтерони-д’Арбия, Монтичано, Мурло, Поджибонси, Сан-Джиминьяно, Сан-Квирико-д’Орча, Седжано, Сиена, Совичилле.
Кафедра архиепископа-митрополита находится в городе Сиена в Санта Мария Ассунта; в городе Колле-Валь-д’Эльса находится сокафедральный Собор Святых Альберта и Марциала, другой сокафедральный Собор Святейшего Спасителя.
В состав митрополии (церковной провинции) Сиена-Колле Валь д’Эльса-Монтальчино входят:
- Архиепархия Сиена-Колле Валь д’Эльса-Монтальчино;
  - Епархия Гроссето;
  - Епархия Масса-Мариттима-Пьомбино;
  - Епархия Монтепульчано-Кьюзи-Пьенцы;
  - Епархия Питильяно-Сована-Орбетелло.

## История
По преданию, распространение христианства в Сиене связано с именем мученика святого Ансана из Рима, проповедовавшего здесь Евангелие в начале IV века. 1 декабря 303 года он был обезглавлен на берегу реки Арбия за то, что был христианином, и стал главным покровителем епархии.
О первых веках истории епархии известно крайне мало. Имя первого епископа, занимавшего кафедру Сиены в 306 году, было Лючиферо. Вероятно, следующим за ним был епископ Флориано, участник Собора в Риме 313 года. Затем известны имена епископов Эусебио, участника Собора в Риме 469 года; Мауро, пытавшегося договориться с епископом Ареццо о юрисдикции над восемнадцатью приходами, расположенными на территории Сиены, на Латеранском Соборе 649 года; Виталиано, участника Собора в Риме 680 года, подписавшего послание к византийскому императору. Конфликт по спорным приходам продолжался до конца XII века. Когда в 1107 году жители Сиены во главе с епископом Гвальфредо пришли, чтобы перенести мощи Святого Ансана с места его погребения в Дофана на территории епархии Ареццо, всё чуть было не закончилось кровопролитием между двумя епархиями. На территории епархии Сиены находились монастырь Святой Евгении (VIII) и монастырь Святейшего Спасителя (ныне Аббатство Сан-Сальваторе). Авторитет местного епископа был сравним с властью лангобардских гастальдов, и ещё больше укрепился при франкских графах.
После распада империи Каролингов, епископ остался единственным представителем власти. Графы вернулись в Сиену только при императоре Оттоне I и то ненадолго. Епископ осуществлял свою власть с советом знати и консулов, призывая народ перед церковью одобрить предложения власти. Что до церковной жизни, то с самого начала X века каноники Капитула Собора были связаны общей жизнью в своей Школе, членом которой некоторое время был средневековый учёный Бруно Сеньи. Каноники основали в Сиене госпиталь Санта-Мария-делла-Скала для больных паломников и доверили заботу о нём собранию мирян и монахов-госпиталитов, сохранив за собой право утверждения декана. До конца XIV века Капитул имел право избирать епископа. В Сиене в 1058 году, в противовес антипапе Бенедикту X, был поддержан Папа Николай II, и тем самым поддержано движение церковной реформы.
Около 1055 года сформировался феод архиереев Сиены, просуществовавший до 1786 года. Юрисдикция епархии распространялась на обширную территорию между реками Арбия и Мерсе. При епископе Родольфо (1072—1084), во время конфликта между Папой Григорией VII и императором Генрихом IV, крупные феодалы попытались расширить свои домены за счёт земель епархии. Но движение коммун, под руководством епископа и консулов, сильно ограничило власть феодалов.
Новый конфликт между Папой Александром III и Фридрихом I разразился при епископе Раньери (1129—1167), авторе церковного календаря-некролога Сиены (1140). После того как консулы, под давлением со стороны имперского наместника, заключили в тюрьму нескольких священнослужителей, епископ отлучил консулов и наложил интердикт на город и окрестности. Угрозы сторонников императора вынудили епископа Раньери покинуть кафедру, и он умер в изгнании в 1170 году.
В XII веке был освящен новый собор. В 1186 году, при власти гибеллинов, Сиена получила статус вольного имперского города, право свободных выборов консулов, право чеканить монету и т. д. В 1199 году город ввёл должность подеста. Соперничавшие между собой. Сиена и Флоренция, вели постоянные войны. Конфликты между гвельфами и гибеллинами происходили и в самих городах. Ни усилия епископов Боно (1189—1215) и Бонфильо (1216—1252), ни проповедь о мире монахов из новых орденов — доминиканцев, францисканцев и сервитов, не могли прекратить кровопролитие, пока в 1260 году в Сиене не одержала вверх партия гибеллинов. В 1262 году ими была принята гражданская конституция. С 1292 по 1355 год городом руководили девять крупных торговцев и банкиров из партии гвельфов, старавшиеся избегать больших конфликтов.
Дом Милосердия в Сиене, основанный блаженным Андреа Галлерани (1200—1251) в 1240 году, Община дисциплинированных, с 1295 года трудившаяся в госпитале, Общество упражняющихся в благочестивых деяниях — все эти организации занимались благотворительной деятельностью. Святой Бернардо Толомеи (1272—1348) основал в 1319 году Конгрегацию Оливетан. В это же время были восстановлены картузианские монастыри Маджано и Понтиньяно. При епископе Донусдеусе (1313—1351) в 1339 году началось строительство большого собора, которое не было завершено. В Сиене того времени было много церквей, монастырей, госпиталей, украшенных значительными произведениями искусства. Через три года после эпидемии чумы 1348 года в городе продолжали действовать 20 приходов, 34 монастыря, 2 аббатства, 13 госпиталей.
В 1555 году республиканское правление в Сиене пало, и город был включен в Великое герцогство Тосканское, управлявшееся династией Медичи. В течение предшествовавших этому событию веков в 1357 году императором Карлом IV был основан Университет Сиены, в котором трудились блаженный Джованни Коломбини с иезуатами, Святая Екатерина Бенинказа, за своё благочестие удостоившиеся степени лиценциатов, а с ними и Святой Бернардино, основатель движения обсервации среди францисканцев.
Покровителями Университета были Папы Григорий XII, благоволивший кафедре теологии, и Евгений IV.
В 1423 году в Сиене был открыт Вселенский Собор.
Бывший епископ города, монсеньор Энео Сильвио Пикколомини (1450—1458), став Папой под именем Пия II, буллой Triumphans Pastor от 23 апреля 1459 года повысил статус епархии до архиепархии Сиены.
Другими выдающимися архиереями, занимавшими кафедру Сиены, в то время были монсеньор Франческо Пикколомини, архиепископ Сиены (1460—1501), ставший Папой под именем Пия III. Франческо Бандини Пикколомини, защитник католического вероучения от критики протестантов (1529—1588). Но были и отдельные случаи отступничества, как, например с Бернардино Окино.
После Тридентского собора в городе появились монахи из новых конгрегаций: в 1536 году капуцины и в 1555 году иезуиты. В это время кафедру Сиены занимали архиепископ-учёный Асканио I Пикколомини (1588—1597), кардинал Франческо Таруджи (1597—1607), который провёл поместный собор в 1599 году.
Папа Павел V, чья семья была родом из Сиены, возвел на кафедру архиепархии своего двоюродного брата и тезку, Камилло Боргезе.
Известными архиереями того времени, занимавшими кафедру Сиены, были кардинал Метелло Бики (1612—1614), основатель семинарии, Асканио II Пикколомини (1628—1671). Семинария, получившая щедрое пожертвование от Папы Александра VII (1660), привлекала молодых людей практически со всей Тосканы, объединившись с Коллегией Толомеи под руководством иезуитов (до 1774 года), затем сколопийцев.
Споры о янсенизме едва коснулись архиепархии. При архиепископе Тиберио Боргезе архиереи Сиены утратили статус феодалов, а после распада Великого герцогства Тосканского (1783—1786) в архиепархии были предприняты необходимые меры для сохранения церковной дисциплины. В феврале-мае 1798 года в Сиене находился Папа Пий VI.
Монашеские ордена, распущенные французской оккупационной администрацией (1808—1809), были восстановлены в правах. При архиепископе Джузеппе Манчини (1824—1855) прошло объединение Италии (Рисорджименто). В семинарии-коллегии продолжали обучать будущих священнослужителей и мирян вплоть до конца XX века. По этой причине архиепископ Просперо Скачча получил право присваивать учёные степени в области теологии (1914—1931). Университет Сиены упразднил факультет теологии в 1860 году.
Во время Второй мировой войны кафедру возглавлял архиепископ Марио Токкабелли (1935—1961), благодаря действиям которого Сиена избежала бомбардировки и разрушений. 18 июня 1944 года был возобновлён торжественный акт посвящения города Богоматери. В 1954 году епархиальной семинарии Папой Пием XII был присвоен статус Папской региональной семинарии.
6 июня 1961 года на кафедру Сиены был назначен архиепископ Марио Исмаэль Кастеллано, доминиканец, бывший епископ Вольтерры и капеллан итальянского Католического действия. Он принимал активное участие в заседаниях II Ватиканского Собора, основал Международную ассоциацию Катеринитов, приветствовал Папу Иоанна Павла II во время его первого визита в Сиену 1980 году. Тогда же была причислена к лику блаженных уроженка Сиены, монахиня Савина Петрилли, основательница Конгрегации Сестер Бедняков Святой Екатерины из Сиены. В 1975 году архиепископ Сиены был назначен епископом Колле-ди-Валь-д’Эльсы, а в 1978 году епископом Монтальчино.
Кафедра Монтальчино была основана 13 августа 1462 года на части территорий епархии Ареццо и епархии Кьюзи. Первоначально епархия была объединена с епархией Пьенцы под руководством одного архиерея, но затем была поставлена в прямое подчинение Святому Престолу. Это первое разделение длилось с 1528 до 1535 год. Союз между епархиями Монтальчино и Пьенцы был отменён во второй раз между 1554 и 1563 годами. 23 мая 1594 года буллой Ad exequendum Папы Климента VIII епархии были разделены окончательно.
Кафедра Колле-ди-Валь-д’Эльсы была основана 5 июня 1592 года, и первоначально являлась епископством-суффраганством архиепархии Флоренции.
Союз между епархиями Колле-ди-Валь-д’Эльсы и Монтальчино был положен в 1970-е годы, когда монсеньор Марио Исмаэль Кастеллано, архиепископ Сиены 7 октября 1975 года стал епископом Колле-ди-Валь-д’Эльсы и 19 января 1978 года епископом Монтальчино. С 1975 по 1989 год кафедру Колле-ди-Валь-д’Эльсы занимал вспомогательный епископ архиепархии.
30 сентября 1986 года епархии Колле-ди-Валь-д’Эльсы и Монтальчино были окончательно объединены под руководством архиепископа Сиены в епархию Колле-ди-Валь-д’Эльса-Монтальчино.
14 ноября 1989 года архиепископом Сиены был назначен монсеньор Гаэтано Боничелли, бывший глава Военного Ординариата Италии, при котором в Сиене прошёл национальный Евхаристический конгресса в 1994 году, и состоялся второй пастырский визит Папы Иоанна Павла II в 1996 году.
23 мая 2001 года новым митрополитом-архиепископом Сиены был назначен Антонио Буонкристиани, которого 6 марта 2019 года сменил Аугусто Паоло Лоюдиче. В 2004 году Папская региональная семинария имени Пия XII в очередной раз получила от Святого Престола право присуждения академической степени бакалавра теологии. В 2009 году Папа Бенедикт XVI канонизировал уроженца Сиены, Святого Бернардо Толомеи.
Три архиерея Сиены были избраны Папами под именами Евгения IV, Пия II и Пия III. Кроме того, уроженцами Сиены и её округи были Папы, известные под именами: Святого Иоанна I, Святого Григория VII, Марцелла II, Павла V и Александра VII.

## Ординарии епархии

### Кафедра Сиены
| - Люцифер (306); - Флориан (313—335); - Додо (упоминается в 440); - Эусебио (упоминается в 465); - Маньо (упоминается в 520); - Мауро (упоминается в 565); - Аймо (упоминается в 597); - Роберто (упоминается в 612); - Пиритео (упоминается в 628); - Антифредо (упоминается в 642); - Мауро (упоминается в 649); - Андреа (упоминается в 658); - Гвальтерано (упоминается в 670); - Джерардо (упоминается в 674); - Вителлиано (упоминается в 679); - Люпо (689); - Маньо (упоминается в 700); - Каузирио (упоминается в 722); - Адеодато (упоминается в 731); - Гроссо (упоминается в 743); - Передео (упоминается в 754 или в 776); - Джордано (упоминается в 761); - Роберто (упоминается в 783); - Джованни (упоминается в 792); - Герардо; - Андреа (упоминается в 795); - Аймоне (795—800); - Пиритео (упоминается в 800); - Пьетро (упоминается в 826); - Томмазо (упоминается в 830); - Анастазио (упоминается в 833); - Джерардо (упоминается в 841); - Кончо или Канцио (844 — после 853); - Герардо (упоминается в 855); - Амброджо (упоминается в 864); - Ансифредо; - Люпо (881—897); - Убертино (упоминается в 900); - Эджидио (упоминается в 906); - Теодорико (упоминается в 913); - Джерардо (927—947); - Вителлиано; - Пизано (упоминается в 963); - Лючидо; - Ильдебрандо (987—1000); - Адеодато (упоминается в 1001); - Джизельберто (упоминается в 1013); - Леоне (упоминается в 1027); - Адельберто (упоминается в 1036); - Джованни (1037—1058); - Антифредо (упоминается в 1058); - Роффредо (упоминается в 1059); - Амадио (упоминается в 1062); | - Адальберто (1065—1072); - Святой Родольфо (1073—1083); - Гвальфредо (1085—1127); - Раньери I (1128—1166); - Раньери II (15.5.1166 — 27.5.1170); - Sede vacante (1170—1176); - Гунтероне (20.6.1176 — 13.12.1188); - Боно (1189 — 25.10.1215); - Бонфильо (1216 — 15.12.1252); - Томмазо Фускони (13.12.1254 — 1273) — доминиканец; - Бандино Бончи (2.6.1273 — 1281); - Райнальдо ди Угуччоне-Малавольти (16.10.1282 — 8.6.1307); - Руджери да Казоле (9.7.1307 — 7.6.1316) — доминиканец; - Доносдеус дей Малавольти (23.5.1317 — 1350); - Аццолино дей Малавольти (22.10.1351 — 1.1.1371); - Якопо ди Эджидио дей Малавольти (24.1.1371 — 8.10.1371); - Гульельмо Васко (24.11.1371 — 2.10.1377) — францисканец, назначен епископом Гьоры; - Люка Бертини (2.10.1377 — 1.10.1384) — каноник-августинец; - Карло Минутоли (1384—1385); - Франческо Мормиле (13.11.1385 — 30.12.1407) — назначен епископом Кава де Тиррени; - Габриэле Кондульмер (30.12.1407 — 9.5.1408) — избран Папой под именем Евгения IV; - Антонио Казини (1408 — 12.9.1427); - Карло Бартоли (12.9.1427 — 1444); - Кристофоро ди Сан-Марчелло (18.9.1444 — 1444); - Нери да Монтегарулло (27.11.1444 — 1449); - Эней Сильвио Пикколомини (23.9.1450 — 19.8.1458) — избран Папой под именем Пия II; - Антонио Пикколомини (18.9.1458 — 8.11.1459) — камальдолиец; - Франческо Пикколомини (6.2.1460 — 22.9.1503) — избран Папой под именем Пия III; - Джованни Пикколомини (1503 — 7.4.1529); - Франческо Бандини (7.4.1529 — 1588); - Асканио I Пикколомини (1588 — 13.5.1597); - Франческо Мария Таруджи (15.9.1597 — 24.1.1607) — ораторианец; - Камилло Боргезе (24.1.1607 — 8.10.1612); - Метелло Бики (17.12.1612 — 23.3.1615); - Алессандро Петруччи (23.3.1615 — 7.6.1628); - Асканио II Пикколомини (18.9.1628 — 14.9.1671); - Челио Пикколомини (18.3.1671 — 24.5.1681); - Леонардо Марсили (1682 — 8.4.1713); - Алессандро Дзондадари (20.1.1715 — 4.1.1744); - Алессандро Червини (29.5.1747 — 13.11.1771); - Тиберио Боргезе (1.6.1772 — 13.11.1792); - Альфонсо Марсили (3.12.1792 — 27.12.1794); - Антонио Феличе Дзондадари (1 июня 1795 — 13 апреля 1823); - Джузеппе Манчини (12.7.1824 — 15.2.1855); - Фердинандо Бальданци (28.9.1855 — 7.3.1866); - Sede vacante (1866—1871); - Энрико Бинди (27.10.1871 — 1876); - Джованни Пьераллини (29.9.1876 — 1888); - Челестино Дзини (1889 — 19.3.1892) — сколопиец; - Бенедетто Томмази (11.6.1892 — 1908); - Просперо Скачча (5.6.1909 — 29.9.1932); - Густаво Маттеони (29.9.1932 — 17.11.1934); - Марио Токкабелли (1.4.1935 — 14.4.1961); - Марио Исмаэле Кастеллано (6.6.1961 — 30.12.1986 — доминиканец, назначен архиепископом Сиена-Колле-ди-Валь-д’Эльсы-Монтальчино. |  |

### Кафедра Колле-ди-Валь-д’Эльсы
- Узимбардо Узимбарди (5.6.1592 — 1612);
- Козимо делла Герардеска (11.2.1613 — 10.5.1633) — назначен епископом Фьезоле;
- Томмазо Сальвиати (21.8.1634 — 1.3.1638) — назначен епископом Ареццо;
- Томмазо Строцци (21.6.1638 — 12.6.1645) — назначен епископом Фьезоле;
- Джованни Баттиста Буонаккарози (18.9.1645 — 1.1.1681);
- Пьетро Пьетри (23.7.1681 — 1703) — камальдолиец;
- Доменико Баллати-Нерли (20.7.1704 — 28.3.1748) — оливетанец;
- Бенедетто Гаэтани (21.4.1749 — 9.5.1754);
- Доменико Гаэтано Новеллуччи (1.2.1756 — 17.9.1757);
- Бартоломео Феличе Гвельфи Камаяни (22.11.1758 — 6.8.1772);
- Райнери Манчини (3.9.1773 — 15.4.1776) — назначен епископом Фьезоле;
- Луиджи Буонамичи (15.4.1776 — 23.9.1782) — назначен епископом Вольтерры;
- Никколо Шарелли (16.12.1782 — 26.1.1801);
- Луиджи Веккьетти (1801—1805);
- Никколо Лапарелли (23.9.1805 — 23.3.1807) — назначен епископом Кортоны;
- Марчелло Мария Бенчи (23.3.1807 — 27.1.1810);
- Джузеппе Станислао Джентили (4.9.1815 — 1833);
- Аттилио Фьяскайни (19.12.1834 — 30.1.1843) — назначен епископом Ареццо;
- Джузеппе Кьяроманни (12.4.1847 — 29.7.1869);
- Джованни Пьераллини (22.12.1871 — 29.9.1876) — назначен архиепископом Сиены;
- Марчелло Маццанти (29.9.1876 — 27.3.1885) — назначен епископом Пистойя-Прато;
- Луиджи Траверси (27.3.1885 — 1891);
- Алессандро Тоти (14.12.1891 — 12.3.1903);
- Массимилиано Новелли (22.6.1903 — 14.7.1921);
- Джованни Андреа Мазера (13.6.1921 — 18.2.1926);
- Людовико Ферретти (1927 — 5.4.1930) — доминиканец;
- Франческо Никколи (12.5.1932 — 5.11.1965);
- Анджело Фаусто Валлайнк (4.7.1970 — 7.10.1975) — назначен епископом Альбы, вспомогательным епископмо Сиены с кафедрой в Колле-ди-Валь-д’Эльса;
- Марио Исмаэле Кастеллано (7.10.1975 — 30.9.1986) — доминиканец, — назначен епископом Сиена-Колле-ди-Валь-д’Эльсы-Монтальчино;
- Фернандо Каррьер (29.9.1984 — 22.4.1989) — назначен епископом Алессандрии, вспомогательным епископом Сиены с кафедрой в Колле-ди-Валь-д’Эльса.

### Кафедра Монтальчино
- Джованни Кинуджи (7.10.1462 — 30.9.1470);
- Томмазо делла Теста Пикколомини (26.10.1470 — 1482);
- Агостино Патрици Пикколомини (19.1.1484 — 1495);
- Франческо Пикколомини (31.10.1495 — 1498) — апостольский администратор, избран Папой под именем Пия III;
- Джироламо I Пикколомини (14.3.1498 — 1510);
- Джироламо II Пикколомини (9.12.1510 — 20.11.1528) — назначен епископом Пьенцы;
- Алессандро Пикколомини (20.11.1528 — 1554);
- Франческо мария Пикколомини (20.4.1554 — 1599);
- Камилло Боргезе (7.1.1600 — 24.1.1607) — назначен архиепископом Сиены;
- Марио Косса (2.4.1607 — 1618);
- Ипполито Боргезе (26.3.1618 — 1.9.1636) — оливетанец, назначен епископом Пьнцы;
- Шипьоне Танкреди (2.3.1637 — 13.4.1641);
- Алеесандро Сергарди (21.10.1641 — 1649);
- Антонио Бики (11.12.1652 — 6.3.1656) — назначен епископом Озимо;
- Лоренцо Мартиноцци (16.10.1656 — 1663) — бенедиктинец;
- Фаббро де Векки (14.1.1664 — 1688);
- Ромуальдо Танкреди (9.7.1688 — 1694) — оливетанец;
- Джузеппе Мария Боргоньини (12.11.1695 — 1726);
- Бернардино Чани (3.7.1727 — 9.8.1767) — августинец;
- Доменико Андера Веньи (14.12.1767 — 8.11.1773);
- Джузеппе Бернардино Печче (17.6.1774 — 1809) — оливетанец;
  - Sede vacante (1809—1815);
- Джачинто Пиппи (15.3.1815 — 12.7.1824) — назначен епископом Кьюзи и Пьенцы;
- Джованни Бинди Сергарди (20.12.1824 — 18.11.1843);
  - Sede vacante (1843—1850);
- Паоло Бертолоцци (7.1.1850 — 27.10.1867);
- Раффаэле Пуччи-Сиссти (23.2.1872 — 19.2.1879);
- Доннино Доннини (19.9.1879 — 14.12.1891) — назначен епископом Кортоны;
- Амилькар Тоньетти (12.6.1893 — 3.9.1899);
- Иадер Бертини (11.9.1899 — 1908);
- Альфредо дель Томба (29.4.1909 — 10.7.1937);
- Иринео Келуччи (22.7.1938 — 8.6.1970);
  - Sede vacante (1970—1978);
- Марио Исмаэле Кастеллано[итал.] (6.6.1961 — 30.12.1986 — доминиканец, назначен архиепископом Сиена-Колле-ди-Валь-д’Эльсы-Монтальчино.

### Кафедра Сиена-Колле-ди-Валь-д’Эльса-Монтальчино
- Марио Исмаэле Кастеллано[итал.] (6.6.1961 — 30.12.1986 — доминиканец, назначен архиепископом Сиена-Колле-ди-Валь-д’Эльсы-Монтальчино;
- Гаэтано Боничелли (14.11.1989 — 23.5.2001);
- Антонио Буонкристиани (23 мая 2001 — 6 мая 2019, в отставке);
- кардинал Аугусто Паоло Лоюдиче (6 мая 2019 — по настоящее время).

## Статистика
На конец 2010 года из 185 751 человек, проживающих на территории епархии, католиками являлись 178 098 человек, что соответствует 95,9 % от общего числа населения епархии.
| год  | население | население | население | священники | священники        | священники         | священники                           | постоянные диаконы | монахи  | монахи  | приходы |
| год  | католики  | всего     | %         | всего      | белое духовенство | черное духовенство | число католиков на одного священника | постоянные диаконы | мужчины | женщины | приходы |
| ---- | --------- | --------- | --------- | ---------- | ----------------- | ------------------ | ------------------------------------ | ------------------ | ------- | ------- | ------- |
| 1950 | 81 940    | 82.000    | 99,9      | 224        | 149               | 75                 | 365                                  |                    | 125     | 520     | 110     |
| 1969 | 100 000   | 100 000   | 100,0     | 185        | 115               | 70                 | 540                                  |                    | 85      | 638     | 121     |
| 1980 | 99 950    | 108 000   | 92,5      | 154        | 119               | 35                 | 649                                  |                    | 39      | 450     | 128     |
| 1990 | 186 000   | 188 450   | 98,7      | 243        | 173               | 70                 | 765                                  |                    | 72      | 537     | 186     |
| 1999 | 170 000   | 177 800   | 95,6      | 163        | 129               | 34                 | 1 042                                | 3                  | 37      | 302     | 145     |
| 2000 | 170 000   | 170 800   | 99,5      | 167        | 133               | 34                 | 1 017                                | 3                  | 36      | 330     | 145     |
| 2001 | 170 000   | 170 800   | 99,5      | 166        | 132               | 34                 | 1 024                                | 4                  | 36      | 330     | 145     |
| 2002 | 175 000   | 179 500   | 97,5      | 179        | 128               | 51                 | 977                                  | 7                  | 58      | 319     | 145     |
| 2003 | 174 950   | 179 400   | 97,5      | 174        | 121               | 53                 | 1 005                                | 7                  | 57      | 312     | 141     |
| 2004 | 175 010   | 179 490   | 97,5      | 171        | 122               | 49                 | 1 023                                | 7                  | 54      | 305     | 141     |
| 2010 | 178 098   | 185 751   | 95,9      | 150        | 108               | 42                 | 1 187                                | 9                  | 48      | 278     | 178     |

### По кафедре Сиены
- Pius Bonifacius Gams, Series episcoporum Ecclesiae Catholicae Архивная копия от 26 июня 2015 на Wayback Machine, Leipzig 1931, pp. 781–782
- Konrad Eubel, Hierarchia Catholica Medii Aevi, vol. 1 Архивная копия от 9 июля 2019 на Wayback Machine, p. 446; vol. 2 Архивная копия от 4 октября 2018 на Wayback Machine, pp. XXXVIII, 235; vol. 3 Архивная копия от 21 марта 2019 на Wayback Machine, p. 297; vol. 4 Архивная копия от 4 октября 2018 на Wayback Machine, p. 312  (лат.)

### По кафедре Колле ди Валь д’Эльса
- Pius Bonifacius Gams, Series episcoporum Ecclesiae Catholicae Архивная копия от 26 июня 2015 на Wayback Machine, Leipzig 1931, pp. 748–749  (лат.)
- Konrad Eubel, Hierarchia Catholica Medii Aevi, vol. 4 Архивная копия от 4 октября 2018 на Wayback Machine, p. 156  (лат.)

### По кафедре Монтальчино
- Pius Bonifacius Gams, Series episcoporum Ecclesiae Catholicae Архивная копия от 26 июня 2015 на Wayback Machine, Leipzig 1931, pp. 743–744  (лат.)
- Konrad Eubel, Hierarchia Catholica Medii Aevi, vol. 2 Архивная копия от 4 октября 2018 на Wayback Machine, p. 216; vol. 3 Архивная копия от 21 марта 2019 на Wayback Machine, p. 212; vol. 4 Архивная копия от 4 октября 2018 на Wayback Machine, p. 208  (лат.)